# 浅見安之丞
浅見 安之丞（あさみ やすのじょう）は、幕末の武士。徳山藩士。徳山七士の一人。諱は正虔、字は伯恭、号は烟渓。浅見栄三郎の長男で、弟は同じく徳山七士の一人である児玉次郎彦。

## 生涯
天保4年（1833年）10月15日、徳山藩士・浅見栄三郎の長男として生まれる。読書文芸に長じ、槍術に巧みであった。
安政元年（1854年）、藩校・興譲館の句読師に挙げられ、大島流槍術の指南役を兼ねた。万延元年（1860年）に小姓役となり、文久 元年（1861年）には徳山藩主･毛利元蕃に従って江戸に赴き、翌文久2年（1862年）に京に上った。
文久3年（1863年）3月、信田作太夫と共に御親兵に選ばれて堺町御門の警衛に当たり、4月の石清水八幡宮行幸の日には攘夷派の公家・三条西季知の警護に当たった。同年8月18日に八月十八日の政変が起こると急いで帰国してこれを報じた。その後、世子・毛利元功の学業指導を命ぜられた。
元治元年（1864年）7月、藩校・興譲館の訓導役に転じたが、同年7月19日の禁門の変の後に徳山藩内で対幕恭順派が政権を握り、同年8月11日に本城清、信田作太夫と共に捕らえられ、8月17日に浜崎の獄に繋がれた。
元治2年（1865年）1月11日、藩吏は安之丞、本城清、信田作太夫の3人を毒殺せんと図ったが失敗したため、1月14日、「死一等を減じ流罪に処す」として本城清、信田作太夫と共に新宮の浜に連れ出され、絞殺された。享年33。藩吏は3人の遺体を砂中へ埋めてその死を隠し、獄中における病死として徳山藩主・毛利元蕃や萩藩に報告した。遺族は安之丞の遺体を請うて一ノ井手の興元寺へ葬り、浅見家の家督は弟の述造が継いだ。
明治21年（1888年）に徳山毛利家当主・毛利元功のたっての願いで徳山七士全員は明治天皇の命により、例外的に靖国神社に合祀された。明治31年（1898年）には徳山七士全員に従四位が贈られた。また、周南市の児玉神社には七士の顕彰碑と贈従四位の碑が建っている。